# Thinouia mucronata
Thinouia mucronata är en kinesträdsväxtart som beskrevs av Ludwig Radlkofer. Thinouia mucronata ingår i släktet Thinouia och familjen kinesträdsväxter. Inga underarter finns listade i Catalogue of Life.